# Fusignano
Fusignano – miejscowość i gmina we Włoszech, w regionie Emilia-Romania, w prowincji Rawenna.
Według danych na rok 2004 gminę zamieszkiwało 7515 osób, 313,1 os./km².